# Matthew Webb
Kapitán Matthew Webb (19. ledna 1848 Dawley, Shropshire – 24. července 1883 Niagara) byl anglický plavec, který jako první člověk překonal před svědky vlastními silami Lamanšský průliv. Byl také členem zednářské lóže.
Od sedmi let se učil plavat v řece Severn, ve dvanácti letech vstoupil k britskému obchodnímu námořnictvu a od roku 1873 sloužil jako lodní kapitán. Za hrdinství prokázané při pokusu o záchranu tonoucího obdržel Stanhope Medal. V červenci 1875 uplaval po Temži osmnáct mil z Londýna do Gravesendu v rekordním čase 4 hodin a 52 minut. Jeho první pokus o zdolání Lamanšského průlivu 12. srpna 1875 byl neúspěšný kvůli rozbouřenému moři, teprve ve dnech 24. až 25. srpna téhož roku se mu podařilo za 21 hodin a 45 minut doplavat z Doveru do Calais, přičemž urazil 64 kilometrů.

Karikatura Matthewa Webba v britském časopise Vanity Fair z října 1875

Po tomto úspěchu odešel od námořnictva a živil se účastí na plaveckých exhibicích, vyhrál závod World Championship Race v americkém Nantasket Beach. Vydal také úspěšnou knihu Plavecké umění. Zemřel ve věku třiceti pěti let při pokusu přeplavat peřeje pod Niagarskými vodopády. V rodném Dawley mu byl odhalen pomník, John Betjeman mu věnoval báseň. Byl také uveden do Mezinárodní plavecké síně slávy.